# Vásstenjávrre
Vásstenjávrre, enligt tidigare ortografi Vastenjaure, är den näst största sjön i nationalparken Padjelanta i Lappland. Den äldre namnformen Vastenjaure används parallellt med den nya på kartorna.
Vásstenjávrres yta ligger 547 m ö.h. och sjöns areal är 89 km². Det största djupet är 134 m och Vásstenjávrre är därmed Sveriges sjunde djupaste sjö. Vid sjön ligger Vásstenjávrre sameviste. Tillflöde sker från Virihávrre, Låddejåkkå, Hurrejåhkå, Guovddelisjåhkå och Buoldagiesjjågåsj. Sjön är oreglerad, avrinner till Áhkájávrre via Vuojatädno och ingår i Luleälvens avrinningsområde.

## Delavrinningsområde
Vásstenjávrre ingår i delavrinningsområde (749073-154321) som SMHI kallar för Utloppet av Vastenjaure. Medelhöjden är 670 meter över havet och ytan är 238,31 kvadratkilometer. Räknas de 93 avrinningsområdena uppströms in blir den ackumulerade arean 1 910,9 kvadratkilometer. Vuojatädno som avvattnar avrinningsområdet har biflödesordning 2, vilket innebär att vattnet flödar genom totalt 2 vattendrag (Stora Luleälv, Luleälven) innan det når havet. Avrinningsområdet består mestadels av kalfjäll (62 procent). Avrinningsområdet har 90,93 kvadratkilometer vattenytor vilket ger det en sjöprocent på 38,1 procent.

## Bildgalleri

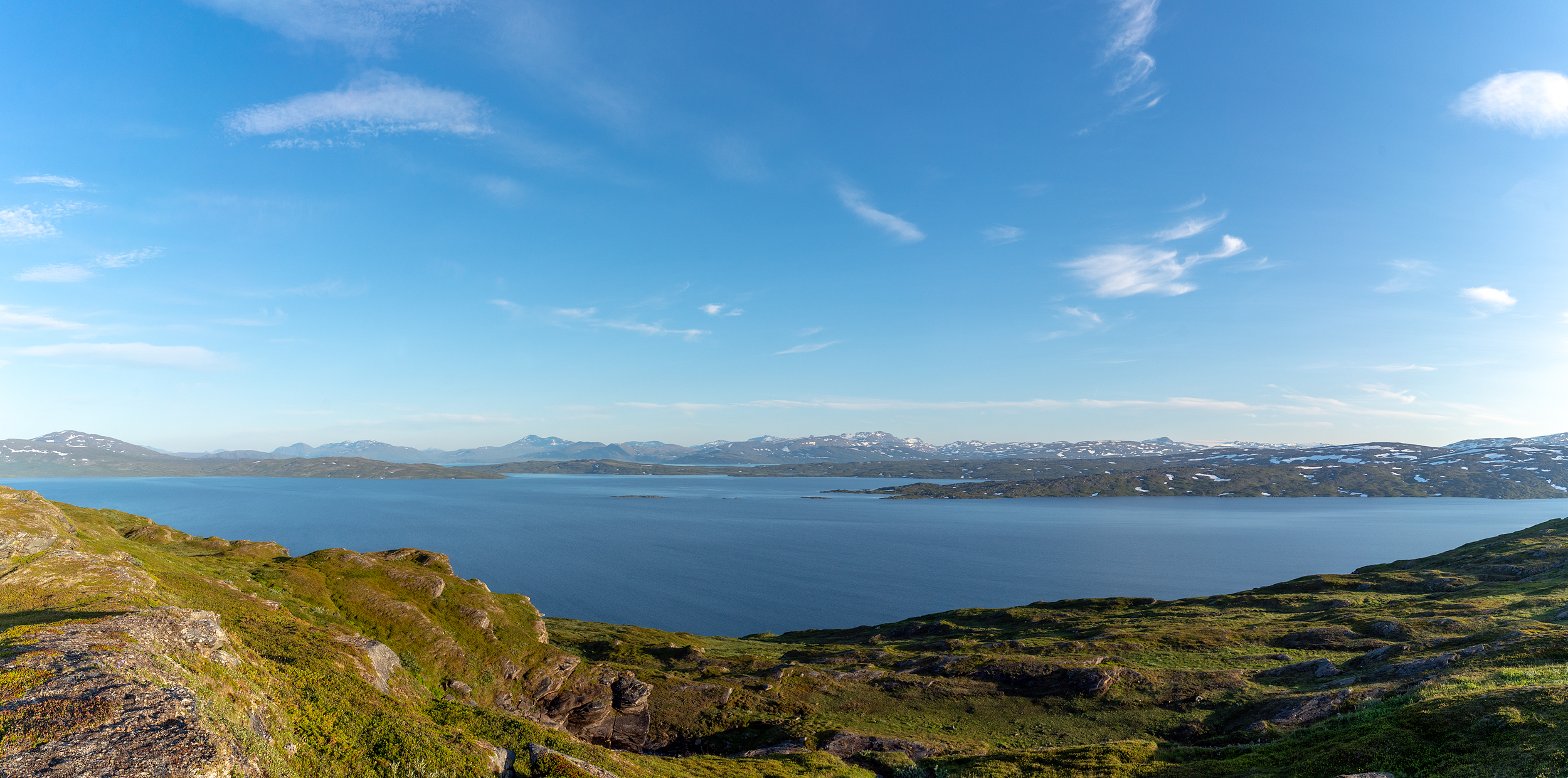
Vy över västra Vásstenjávrre från Vielggisbákte norr om sjön.
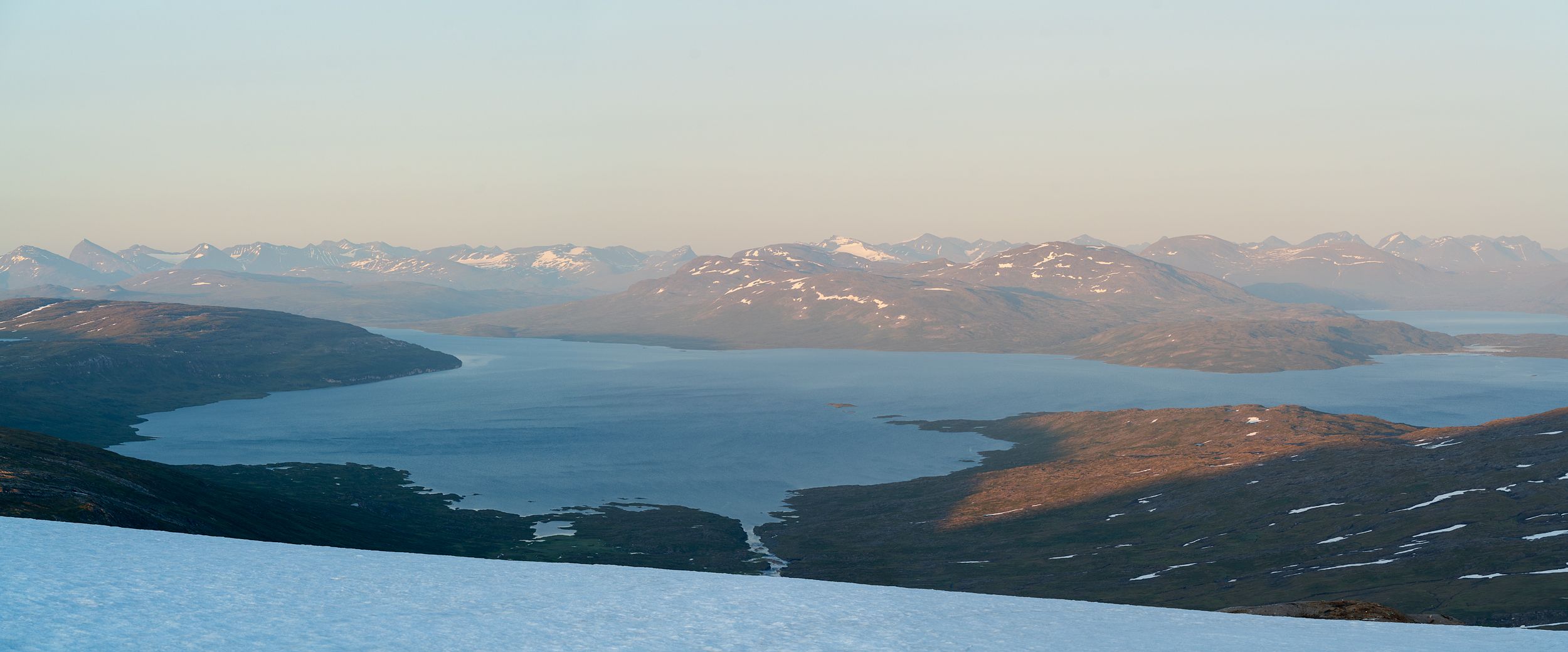
Vy mot Vásstenjávrre från väster (berget Guovddelistjåhkkås östra sida).
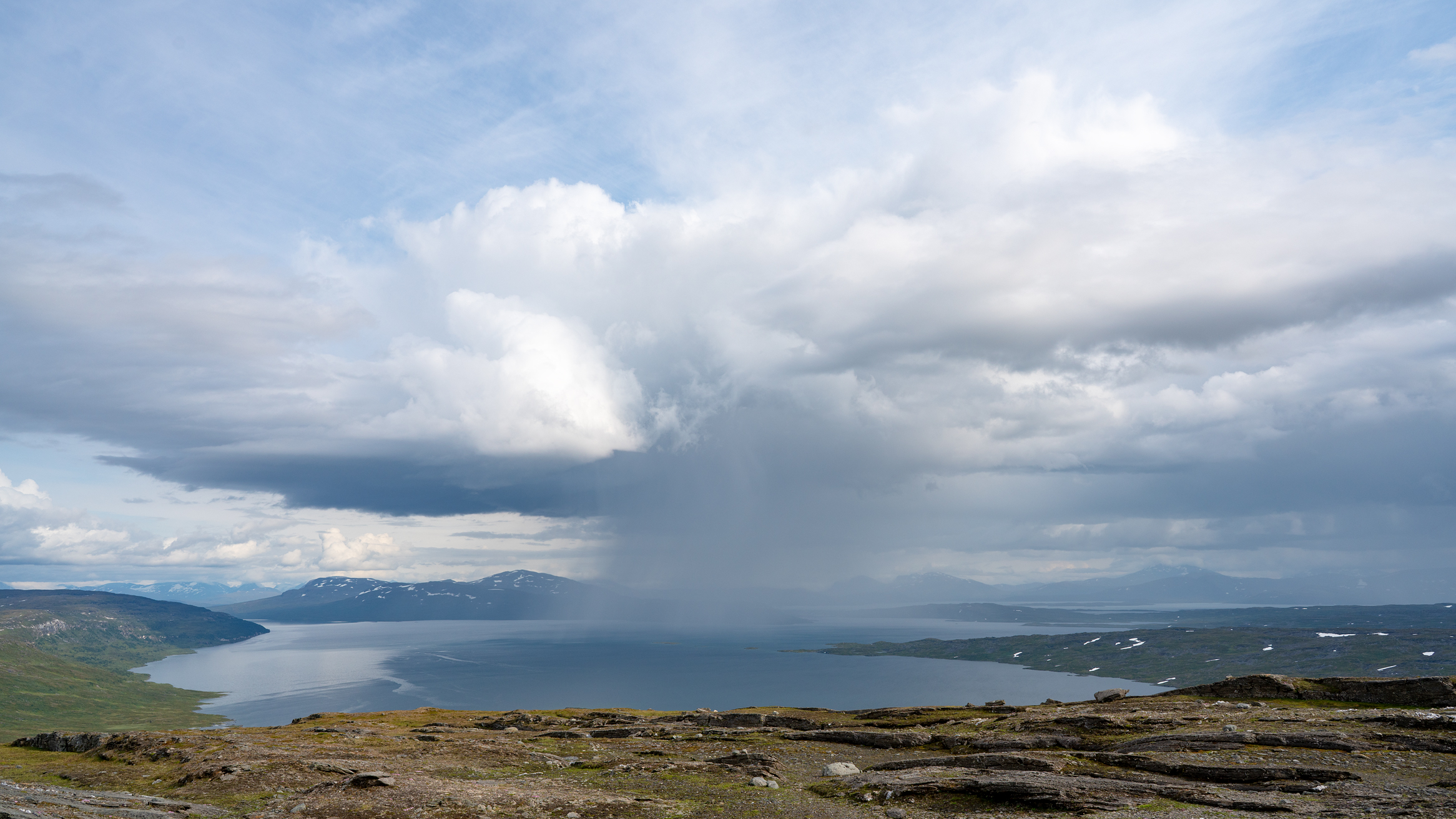
Vy mot Vásstenjávrre från toppen av Guovddelisvárre (934 m ö.h.).
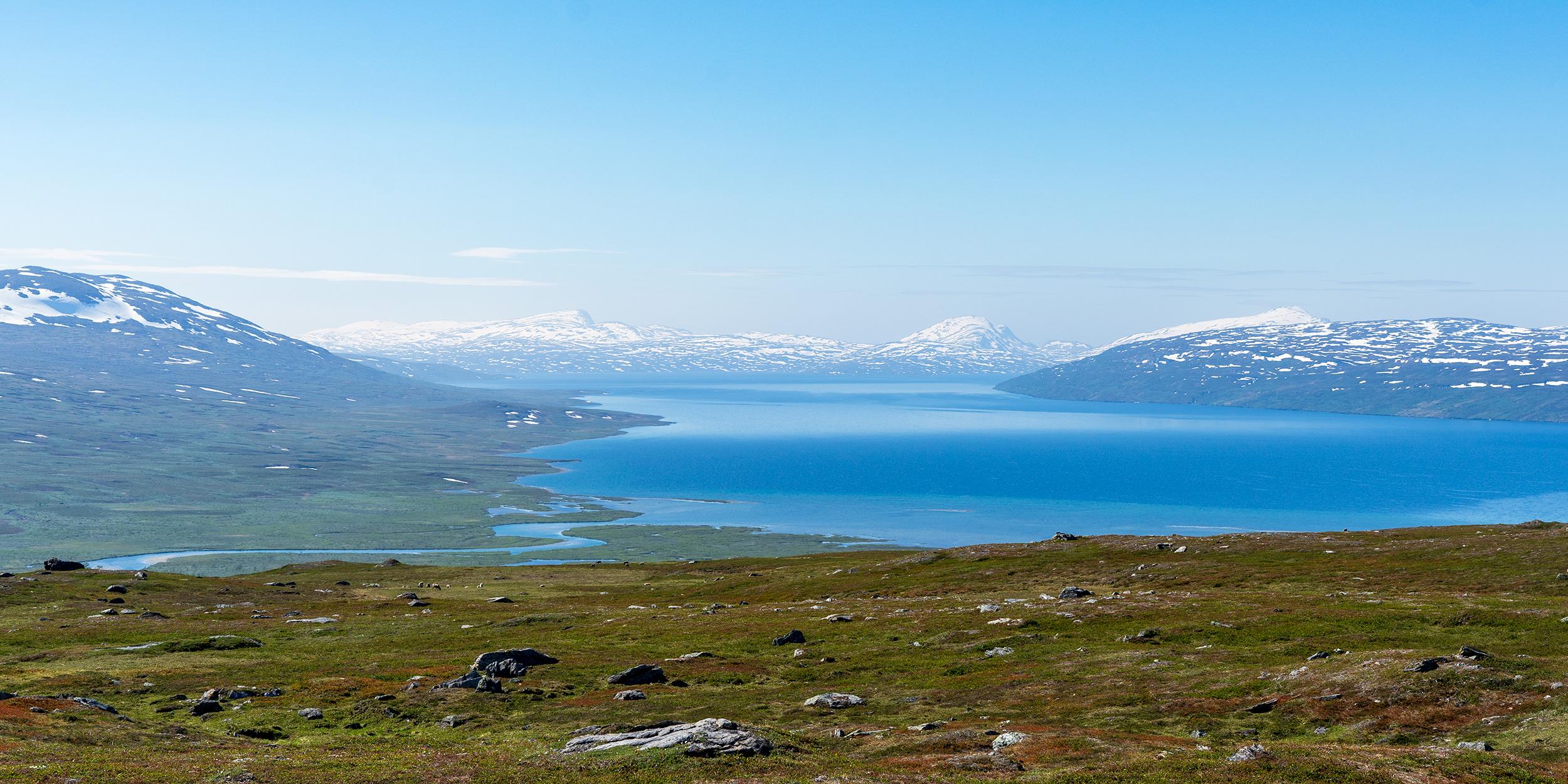
Vy från östra sidan. Till vänster Låddejåhkås inlopp i sjön.